# 현실치료
현실치료(Reality Therapy)는 심리치료의 한 방법이다. 현실치료의 주창자 윌리엄 글래서는 1925년 오하이오주의 클리블랜드에서 태어나 공업전문학교를 졸업하고 19세에 화공기사(chemical engineer)가 되었으나, 심리학에 관심을 기울이면서 23세에 임상심리 전문가가 되었다. 그후 다시 오하이오주 클리블랜드에 있는 Case Western Reserve University에서 의학을 공부하고, 28세가 되던 해에 정신과 의사가 되었다. UCLA와 로스앤젤레스의 재향군인병원에서 정신과 수련의 과정과 전문의 과정을 밟았는데, 그 동안 전통적인 정신분석치료방법으로 훈련받을 수밖에 없었다. 그러나 정신분석치료의 이론과 기법, 그리고 효과에 불만족을 느끼게 되면서부터 오늘의 현실치료를 발전시키게 된 것이다. 현실치료라는 용어가 공식적으로 사용되었던 것은 1964년 4월 ‘Reality Therapy: A Realistic Approach to
the Young Offender’ 라는 논문을 통해서였다.

## 내담자들의 특성
내담자들이 정신 의학적 증상들을 겪는 이유는 그들이 가지고 있는 기본적 욕구를 충족할 수 없기 때문이다. 내담자들이 자신의 기본적 욕구를 충족시키고자 행한 것들이 결과적으로 실패 했을 때, 그들은 현실 그 자체를 부정하고자 한다.
사회의 규율을 부정하고 범죄를 저지르거나, 실현 가능성이 현저히 낮은데도 불구하고 자신의 이웃이 자신을 상대로 음모를 꾸미고 있다고 생각하는 등의 행동양식과 함께 군중이나 밀폐된 공간, 비행기등에 대한 공포증까지도 현실 그자체에 대한 부정에서부터 기인한다고 볼 수 있다. 현실에 대한 부정이 심각한 정도로 진행되었을 때, 사람들은 자신이 느끼고 있는 부적절감을 해소하기 위해 알코올에 의존하거나 현실을 마주하기 두려워 자살을 선택하기도 한다. 현실에 대한 부정이 부분적이든, 전체적이든 간에 심리학적으로 문제를 가지고 있는 내담자들은 모두 공통적으로 현실을 직시하고자 하지 않는다. 치료가 성공적으로 이뤄지기 위해서 내담자들은 상담과정에서 현실을 부정하는 행위를 포기하고, 현실이 존재함과 동시에 그들의 욕구를 현실의 테두리 안에서 충족시켜나가야 한다는 점을 깨달아야한다.

## 현실치료의 목적
현실치료는 사람들이 스스로 인생의 방향을 설정하고 좀 더 효율적인 행동선택을 하도록 도와주는 방법이다. 현실치료에서는 과거에 어떤 일이 일어났거나 어떤 환경 조건에 처해있음에도 불구하고 연연해하지 않고, 자신의 행동을 주도적으로 선택하여 책임지고 효율적으로 자신의 욕구를 충족시키면서, 현재와 미래를 즐겁게 살아나갈 수 있도록 인도하는데 역점을 두고있다.현실치료는 선택이론이라는 심리학적 이론을 바탕으로 하고 있다. 선택이론은 모든 생물체의 심리적,신체적 행위들을 설명해 주는 생물학적 이론이다. 모든 행동은 외부의 자극에서 그 동기를 얻게 된다는 자극-반응 이론과 대비해서 선택이론에서는 행동이 내적으로 동기화된 것이라고 설명한다. 구체적으로 말하자면 모든 행동은 우리에게 생래적으로 부여된 다섯 가지 기본 욕구 중에 하나 또는 그 이상을충족시키기 위해, 그 상황에서 선택한 최상의 시도라고 한다.

## 현실치료의 주요개념

### 선택이론(=통제이론)
- 선택이론은 인간은 누구나 자신의 삶의 주인이 될 수 있으며, 자신의 삶을 스스로 통제하며 욕구들을 만족시킬 때, 행복감을 느낀다고 본다. 선택이론에서는 우리가 행동하고 생각하는 모든 것, 좋은 것과 나쁜 것, 효율적인 것과 비효율적인것, 정상적인 것과 비정상적인 것들 모두가 우리 내면의 강한 욕구를 충족시키기 위한 선택이라고 본다.[4]
- (1) 인간의 기본적 욕구[5][6]

1. 생존에 대한 욕구
2. 소속과 사랑의 욕구
3. 힘에 대한 욕구
4. 자유에 대한 욕구
5. 즐거움에 대한 욕구

- (2) 전행동(total behavior) 구성요소[7]

1. 활동하기(acting)
2. 생각하기(thinking, 사고)
3. 느끼기(feeling, 감정)
4. 생리기능(physiology, 신체반응)

## 현실치료의 상담과정

### 상담 환경
- 상담과정에서 상호에 대한 강요가 있어서는 안된다.
- 내담자가 상담과정에서 욕구 충족을 위한 창의적이고도 새로운 행동양식을 시도해 볼 수 있어야한다.
- 비판, 불평, 비난과 같은 부정적 발화법을 지양하고 내담자와 상담자 모두에게 편안한 환경을 조성한다.[8]
- 상담자는 내담자의 "좋은 세계"에 들어가 있어야 한다. 상담을 진행하는데 깊은 관여는 필수적이다.

### 현실치료의 상담사이클 WDEP 시스템
- WANTS: 내담자가 충족시키길 원하는 특정 욕구를 명확히 하기
- Doing and Direction: 내담자가 욕구를 충족하기 위해 현재 행하고 있는 행동양식에 대해 알아보기
- Evaluation: 내담자의 현 행동양식을 평가하기
- Planning: 좀 더 효과적인 행동양식으로 갖게 하기 위한 계획 세우기. 변화를 위한 효과적인 계획을 세우기 위해 SAMIC 시스템을 참고한다.[9]

### SAMIC
- S Simple: 계획은 이해하기 쉬우면서도 구체적이어야 한다.
- A Attainable: 계획은 내담자의 능력만으로도 수행할 수 있어야 한다.
- M Measurable: 계획을 달성했는지 여부-행동양식이 변화했는지-를 객관적으로 측정할 수 있어야 한다.
- I Immediate & Involved: 계획은 빠른 시간내에 수행될 수 있어야 한다.
- C Controlled & Consistent & Committed: 타인의 행동 양식과는 상관 없이, 내담자가 독립적으로 수행할 수 있어야 한다. 통제력 회복이 우선이기 때문이다.[10] 또한 일관성이 있어야 하고, 반드시 하겠다는 결단이 필요하다.